# Apollo 4
L'Apollo 4 va ser el quart vol del programa Apollo (denominat oficialment SA-501), llançat el dia 9 de novembre de 1967 i que va utilitzar un llançador Saturn V com vehicle de llançament, la tercera fase del qual anava a ser engegada, després de romandre desocupada en òrbita d'aparcament i ingravidesa, per a conduir la nau espacial a un punt màxim d'allunyament de la Terra de 18.340 km. Es va activar llavors el motor del mòdul de comandament perquè la càpsula assolís en tornar una velocitat de 40.000 km/h, la mateixa que hauria de dur al penetrar en l'atmosfera terrestre i provar els sistemes de protecció tèrmic. El vol va ser un èxit tècnic.
Aquest vol havia de ser el primer llançament tripulat, estant previst el seu llançament el 21 de febrer de 1967.
El dia 27 de gener de 1967, durant unes proves simulades de llançament a bord d'un Saturn IB, es va produir un incendi en la càpsula de comandament, en la qual van morir cremats els tripulants Virgil Grissom -comandant de la nau-, Edward White i el doctor Roger Chaffee.
L'incendi, va esdevenir quan tot just quedaven 10 minuts per a finalitzar el compte enrere i després d'un simulacre real de 5 hores i 45 minuts, es va deure possiblement a un curtcircuit que va inflamar l'atmosfera d'oxigen pur al 100%, que unit al deficient aïllament dels cables, a les canonades mal dissenyades i protegides, la falta de sistemes d'evacuació d'emergència, així com a la manca de sistemes antiincendis i d'assistència d'urgència, van produir la mort dels tripulants per asfíxia.
En la primavera de 1967 la NASA va anunciar que la desafortunada missió Apollo 4 passaria a dir-se Apollo 1, que no hi hauria Apollo 2 ni Apollo 3, i que el primer llançament del Saturn V programat per a novembre de 1967 seria conegut com a Apollo 4, i el següent seria l'Apollo 5 amb la missió SA-204.